# 機動新世紀ガンダムXの登場人物
機動新世紀ガンダムXの登場人物（きどうしんせいきガンダムエックスのとうじょうじんぶつ）は、テレビアニメ『機動新世紀ガンダムX』に登場する架空の人物を列挙する。

## メインキャラクター

### ガロード・ラン
Garrod Ran
声 - 高木渉
年齢:15歳 身長:161センチメートル 体重:53キログラム アイカラー:エメラルドグリーン ヘアカラー:ダークグリーン
本作品の主人公。一人称は「俺」。父親は旧連邦軍の技術者であったらしいが第7次宇宙戦争で死亡、母親も戦後の混乱で死に別れ、戦災孤児となる。彼自身も父と同じエンジニアになりたかったようだが、ある日、流れのMS乗りに住んでいた町を襲われ、本人は奇跡的に助かるが町は壊滅してしまう。それを境に本人曰く「一度死んで、何かが吹っ切れた」状態となり、以降はバルチャーとしてモビルスーツ狩りやジャンク屋などで一人生計を立てていた。明るい性格で負けず嫌い、その一方でナイーブな面もある。自称「炎のモビルスーツ乗り」（第34話より）。
A.W.（アフターウォー）15年のある時、北米のセントランジェの町でティファをバルチャー艦「フリーデン」から奪還するよう依頼され、艦内に潜入。しかし、依頼人の顔を見たティファのおびえを見て依頼に背いて逃走、放棄されていたガンダムXと運命的に出会い追っ手を蹴散らす（第1話）。その後はなし崩し的にフリーデンのクルーになるが、独りで生きてきた時間が長いため、当初は優しくされることに不慣れで集団生活にも馴染めず、ガンダムXごと脱走したこともあった（第7話）が、持ち前の明るさで物語が進むにつれフリーデンのメンバーたちとも打ち解け、ガロード自身にとってもかけがえのない居場所となっていく。人工ニュータイプであるカリスとの対決ではガンダムXのサテライトキャノンを破壊されるほどの完敗を喫して一時自信を失うものの、ジャミルの叱咤による導きとキッドの手で改修されたガンダムXディバイダー、持ち前の操縦センスと順応性、そして自身の努力と工夫によって辛くもこれを打ち破った。かつてない強敵であったカリスとの戦い以降も、フロスト兄弟やニュータイプ候補生などの強敵たちと幾度となく戦い、かつてのジャミルのライバルである歴戦の勇士ランスローとも渡り合うほどの実力を身につけ、戦う毎にパイロットとして、一人前の男として逞しく成長してゆく。MSの操縦センスは天才的で、特に順応性についてはジャミルやキッドが太鼓判を押すほど。猛吹雪の中ビットを全機撃ち落とし、目視困難なモノフィラメントワイヤーの先端モーター部や敵MSのスラスターを正確に撃ち抜くなど、後述のコロニーレーザー狙撃も含め極めて優れた射撃技術を持つ。格闘戦においても、ビームソードのみでバリエント部隊を圧倒し、フロスト兄弟のガンダム相手に素手だけで戦い抜いたこともあった。
第1話にてティファ奪還の仕事を引き受けた際、彼女に一目惚れしている。それ故に彼女を守りたいという意志がガロードの戦いの原動力になっている。カトックとの交流やエスタルドでの戦いを経験して次第に世界に目を向けていくようになり、最終決戦の後は「この世界で自分にどんなことができるのか探してみたい」とティファたちに語った。
第八次宇宙戦争において、フロスト兄弟との最終決戦に勝利すると共に、マイクロウェーブ送信施設を副次的に破壊した。チーム解散後は、ティファと共に新たな旅に出て、始まりの地であるセントランジェに足を運んだ。
アニメ版最終話の「D.O.M.E.」との対話において、ニュータイプであるティファの予見した未来をことごとく変えてきた事実を、大切な人を人を守りたかっただけであり自分は特別な人間では無いと言うガロードに対し「D.O.M.E.」は、その心の強さが未来を変える力であり、漫画版では次の時代を築くに相応しいニュータイプを超えたオールドタイプと評されている。
後日談『あなたと、一緒なら』では、北米大陸のサウスフェニックス自治区を拠点に、ジャンク屋で生計を立てている。
ガロード・ランという名前は「我が道を行く」すなわち「我（ガ）が道（ロード）を行く（ラン）」が由来。『ガンダムX』の監督であった高松信司は、ガロードというキャラクターを「過去に縛られた古い世界が終わった後に新たな世界を切り拓いていくべき少年」と語っている。
ガロードの服装は、高松が『ガンダムX』の前年まで監督を務めていた『黄金勇者ゴルドラン』の主人公・原島タクヤの服装とそっくりである。この件について高松は「（ガロードの髪型が『勇者警察ジェイデッカー』の主人公・友永勇太に似ていることも含めて）僕の好みのスタイルだったんでしょう」と回想している。
搭乗機はGX-9900 ガンダムX（GX-9900-D.V. ガンダムXディバイダー）、GX-9901-DX ガンダムダブルエックス。
サテライトキャノンによるコロニーレーザー狙撃(34話)において歴代ガンダムシリーズキャラクターで最長距離狙撃を成功させている。また、その間都合3発の狙撃を行っているが、内2発は作戦上わざと場所をずらしてコロニーレーザーを掠めさせるという妙技を披露。この精密な射撃技術にパーラは舌を巻いた。
『愛と戦いのロボット 完全保存版』で発表されたアンケート「みんなで選ぶロボットアニメーションベスト100」では、「一番カッコイイヒーローは？」で第51位にランクインした。

### ティファ・アディール
Tiffa Adill
声 - かないみか
年齢:15歳 身長:157センチメートル 体重:40キログラム アイカラー:ラピスブルー ヘアカラー:ダークバイオレット
本作品のヒロイン。戦後において唯一確認されている地球上に自然発生したニュータイプの少女である。幼い頃からアルタネイティヴ社を初めとした「ニュータイプの力を求める者」たちによって研究材料にされていたためか、ほぼ無口で物静かな人見知りする傾向にある。第1話にてジャミルに助け出された後、ティファ奪還の依頼を受けてフリーデンに潜入したガロードと出会い、ガロードもフリーデンのクルーになってからは自らの能力によってジャミルのニュータイプ探しの旅を導いて行く。
ニュータイプ能力に関してはフラッシュシステムはガロードが入手したガンダムXのサテライトシステムの初回登録を行なう際に使用(第2話)。予知能力も持っており、その力でフリーデンを目的地まで導き、ガロードたちの戦いを補佐したりしている。ガロードとの出会いも予知していた。しかし、力を使い過ぎると気を失ったり、多くの人の死に際の恐怖を感じてしまったショックで昏睡状態に陥ったりするなど、その力にはリスクがある。また、ガロードが世界に目を向けるようになった時、自分のことを見てくれないという寂しさのあまり能力が衰えてしまったこともあった。予知したものを具象化するために絵を描いているため、絵の腕前は中々なもの。
ガロードやジャミルとの出会いと交流、そして様々な経験を通して一人の少女として心を開いてゆき、自らを幾度となく危機から救い出し、常に想い続けてくれるガロードに対して次第に好意を寄せていくようになる。特にストーリーの後半以降はパーラにガロードとの恋仲を追及されて頬を染めたり、ガロードが戦争のことで葛藤を続けていると寂しさを表に表すなど、豊かな表情・感情を見せるようになった。また、宇宙革命軍に拉致された際には以前のように怯える様子もなく、ガロードたちの元へ必ず帰るという強い意志を見せるなど、精神面で大きな成長を遂げた。
決戦前夜にガロードと結ばれたことにより、自身の力を認める強さも得ている。最終決戦後は、世界を巡ることを望んだガロードと共に旅に出た（第39話）。
後日談『あなたと、一緒なら』でも、本編最終話から引き続きガロードと生活を共にしている。本編の活躍から恩賞が支給されているが、ガロードとの間に子供が出来た時に備えて蓄えておくことを提案して、慎ましい生活を送っている。能力を発揮する場面は見られず、普通の人間として生きるという本編の決断から抑制していると考えられる。
『愛と戦いのロボット 完全保存版』で発表されたアンケート「みんなで選ぶロボットアニメーションベスト100」では、「一番お気に入りのヒロインは？」で第20位にランクインした。

### ジャミル・ニート
Jamil Neate
声 - 堀内賢雄
年齢:30歳 身長:180センチメートル 体重:74キログラム アイカラー:ブラウン ヘアカラー:ブロンド
バルチャー艦フリーデンのキャプテン。ほとんどのクルーからは「キャプテン」と呼ばれており、ガロード、ティファ、ウィッツ、ロアビィ、キッド、テクスからは「ジャミル」と呼ばれている。
劇中の15年前、第7次宇宙戦争に旧地球連邦軍に所属するニュータイプ兵士として参加し、エースパイロットとして少年の身ながらガンダムXを操縦していた。当時宇宙革命軍のランスローとはライバル関係にあり、幾度も激闘を繰り広げた。上官に当たるルチルに対しては淡い想いを抱いていたとみられる。旧連邦時代はニュータイプ兵士のエースとして前線の兵士や軍からの評価も非常に高かったが、戦後はサテライトキャノンを切っ掛けとする世界荒廃の元凶としてかつての戦争を知る兵士たちからは憎悪の対象となる。
大戦の最後の作戦では、革命軍のコロニー落としを迎撃するためにサテライトキャノンの引き金を引きコロニーを破壊するが、逆にそれが宇宙革命軍に作戦を強行させるきっかけとなってしまい、その結果おびただしい数のコロニーが地球に落下してしまう。そしてその惨状の中、ランスローの駆るフェブラルとの激戦の末相討ちとなり、GXの頭部を破壊された勢いでジャミルとGXはそのまま地球に落下。ジャミルはコロニー落下による地球壊滅という悲劇を自分が招いたという罪悪感がトラウマになり、「コクピット恐怖症」を抱えそれと同時にニュータイプ能力のほとんどを失ってしまう。
ニュータイプ能力を能動的に使えなくなったが、完全に能力を失ったわけではなく、序盤ではティファからの思念を感知する場面がある。しかし、無理に力を使おうとすると非常な苦痛を伴う。また「声」だけではなく、ガロードが狙撃する方向と角度を特定するため、ティファが送ってきた遠隔地の映像を感知することもあったが、その時にも耳から出血していた。またルチルの補佐を受けビットモビルスーツを起動したがその際にも起動するまでに能力が思うように使えず苦しむ描写がある。
ジャミル自身が「自分もかつては、時を垣間見ることができた」と言っていたように、ティファのような未来予知や能動的に何者かの存在を探知することは、前大戦における最後の戦い以来できなくなった。さらにフラッシュシステムの起動に関しても、完全にできなくなったようであり、連邦軍のようなニュータイプを兵器として見ている者たちにとって「力を失った」というのは、このことを指す。
戦後はバルチャーとして活躍。大戦中に道具の如く利用されてしまったニュータイプの保護を志しニュータイプ探しの旅を始める。その最初の対象となったのがティファであった。ガロードがフリーデンに来てからは、厳格さと寛大さを状況によって使い分けて接するなど、育成の才も窺わせる。ガロードの前向きさに感化され、自身もキッドとテクスの協力でコックピット恐怖症を克服。ガンダムXディバイダーで自ら出撃し、前線でフリーデンのガンダムチームの指揮をとるようにもなった。エースパイロットとしての腕も完全に甦り、フロスト兄弟も「今日のGXは一味違う」とたじろがせる戦いぶりを見せる。事実、ガンダムXディバイダー搭乗後は劇中でまともな被弾を一度もしていない。
特徴的なもみ上げとサングラスという風貌。サングラスの下の片方の目に走る傷跡は、ランスローとの相打ちの瞬間負ったものである。寡黙な上にサングラスの雰囲気もあり、容易に心の内を窺わせない人物だが、厳しさと優しさを併せ持つ人格者であり、人望は篤い。フリーデンのクルーは無論のこと、バルチャーにも彼を慕う人間は多く、ティファをめぐってのアルタネイティヴ社との戦闘では、ジャミルの私的な戦いにもかかわらず、3隻ものバルチャー艦が応援にかけつけたほどである。そんな彼だが、連邦軍時代はガロードのような無鉄砲な性格だった（当時の顔つきもガロードに酷似している）。ガロード・ランを一発で気絶させるほどのパンチ力を持っている。
最終決戦では、月面の「D.O.M.E.」の言葉を聞き、ニュータイプというものに縛られていたこれまでの自分にピリオドを打ち、サングラスも外して、自分が本当に歩むべき未来を考えるようになる。戦いが終わった後はチームを解散。連邦軍に復帰し、新連邦軍と宇宙革命軍との和平交渉に参加している。
『あなたと、一緒なら』では、戦災復興省に身を置いていることがカリスから語られている。
搭乗機はGX-9900 ガンダムX、GX-9900-D.V. ガンダムXディバイダー、DT-6800 ドートレス。

### ウィッツ・スー
Witz Sou
声 - 中井和哉
年齢:17歳 身長:175センチメートル 体重:77キログラム アイカラー:アクアマリン ヘアカラー:ブロンド
ガンダムエアマスターに搭乗する凄腕の傭兵でフリーのモビルスーツ乗り。物語のスタート時点はフリーランスで活動しており、ティファ奪取のためにフリーデンに雇われアルタネイティヴ社を襲撃。後にフリーデン専属となりMS隊の主力を務める。
金にこだわる言動が多い(サラたちにも雇うならロアビィの方と暗に言われていた)が、死んだ父の代わりに2年前より出稼ぎに出ており、母親と弟や妹たちに楽な生活をさせたいがためが理由であり家族思いな青年でもある。貯めた金は金塊に換えていたが、フリーデンとの契約解除後、動力炉爆発の影響で金塊の隠し場所が破壊されてしまったため、その金塊を預けるためフリーデンに舞い戻り、そこで正式にロアビィと共に専属契約を結び、ニュータイプを探す旅に同行することとなる。以降はロアビィと共にガロードの良き兄貴分として欠かせない仲間となってゆく。
性格は威張り屋だが熱血漢で、戦いでも先陣を切ることが多く、フリーデンチームの切り込み役として多数のMSを撃墜し、撃墜数トップを誇るエースでもある。最終決戦もほぼ無傷で戦い抜いた。義理人情にも厚く、エアマスター強化の恩を返すため、政治色の強いエスタルドでの戦闘に置いても参加意志を示している。
クルーの一人であるトニヤとは最初は反発しあっていたが、後に惹かれあい、最終決戦前にはトニヤに指輪をプレゼントしプロポーズをする。フリーデン解散後は、その彼女を故郷に案内する。
名前の由来は高松曰く「体育会系なので、「ウィッス」とか言いそう」とされる。キャラクターデザインの西村誠芳によれば髪型のモデルはイチロー。

### ロアビィ・ロイ
Roybea Loy
声 - 山崎たくみ
年齢:18歳 身長:184センチメートル 体重:69キログラム アイカラー:グリーン ヘアカラー:ブロンド
ガンダムレオパルドに搭乗する凄腕の傭兵でフリーのモビルスーツ乗り。ウィッツ同様フリーランスで活動していたが、その後フリーデン専属となりMS隊の主力を務める。
クールな雰囲気を持ち、長髪の美青年。見た目通りのナンパな性格であるが、いざ戦闘になると頼りになる男。斜に構えた素振りを見せるが、仲間への気遣いをする場面が多々描かれている他、レオパルドが修理中で自分だけ出撃できない時にはガンダムXに無理やり乗り込み仲間の援護に向かおうとするなど、信義に厚く熱血漢の一面も持つ。ノンポリで思想や政治的な活動に関わることを嫌い（自ら「思想がかった物は嫌い」と公言している）、作中で二度ほどそれを理由にフリーデンを離れている。しかし、フリーデンのクルーたちが危機に陥った際には救出に駆けつけた。各地に口説いた女性たちがおり、「アフターケア」と称して、彼女たちにバラの花を配るなどといったマメさを持つ。しかし、本命は自分にガンダムを譲ってくれた女性であった（後に故人となっていたことが分かる）。フリーデンとの専属契約を結んだ後は、船内に自費でレクリエーションルームを設置する、サラを口説こうとする、サラとトニヤに水着をプレゼントするなど、マイペースぶりを発揮するが、天涯孤独の身の上だった彼もフリーデンが帰る場所になっていった。
戦闘ではフリーデンチームの砲撃戦担当として多数のMSを撃墜し、最終決戦もほぼ無傷で戦い抜いた。エスタルドでの戦闘においては、フリーデンが紛争に介入し軍事的に利用されたため一時艦を離れ、現地の女性、ユリナの元で生活。しかし、彼女の死を目撃して、再び戦争というものを考えるようになり、以後は「思想がかった戦い」にも積極的に参加するようになる。
サラに強く惹かれておりアプローチを続け、最終決戦前に気持ちを伝えるが、彼女はジャミルと共に行くことを選び想いは報われなかった。フリーデン解散後はエニルと共にウィッツの故郷の村に現れているが、エニルとの関係が友人なのか恋仲になったのかは不明。
名前の由来は高松曰く「六本木のロアビルあたりにいそうだから」とされる。

### キッド・サルサミル
Kid Salsamille
声 - くまいもとこ
年齢:12歳 身長:135センチメートル 体重:37キログラム アイカラー:スカイブルー ヘアカラー:ブラウン
フリーデンのメカニックチーフを務める自称「天才少年」。まだ12歳の幼い少年ながら、年上のメカニッククルーを束ねる。生意気な性格ではあるが、自称に恥じないメカニックとしての高い能力もさることながら、仕事に対するプロ意識が大変強く、他のメカニッククルーたちにも仕事に関しては厳しい。緊急時の修理や機体の環境調整に至っては（疲労で倒れた後は医療班に任せて）不眠不休で動けと言うほどであり、キッド本人も急がなくてはならない改造のためなら何日も徹夜して、テクスのドクターストップを受け付けないほど。それが彼のチーフたる立場を確かなものにしている。
機体の改造が好きらしく、常日頃から目ぼしいジャンクパーツを収集し、ガンダムXディバイダーやガンダムエアマスターバースト、ガンダムレオパルドデストロイの新装備の建造を行なったりしている。他にも自作した訓練用ビットシミュレータはジャミルから軍で使っていた物より動きが良いと評されるなど、その能力は計り知れない。一方でガンダム顔の柄の海水パンツを履くなど、年相応の子供っぽさを垣間見ることができる。ガロードのことは年上にもかかわらず「ガンダム坊や」と呼んでいる（漫画版では「ガロード」）。ジャミルなど年上の仲間にもタメ口で話すが、ティファには一度「ティファ姉ちゃん」と呼んだことがある。
フリーデン解散後、シンゴ、ロココ、ナイン、パーラと共にジャンク屋「フリーデンIII」を営む。

### サラ・タイレル
Sala Tyrrell
声 - かかずゆみ
年齢:19歳 身長:163センチメートル 体重:43キログラム アイカラー:アクアマリン ヘアカラー:ライトブラウン
フリーデンのオペレーターにして副官的存在。キャリアウーマンのような女性で生真面目な性格。それゆえか一見するとキツい印象を与える容姿をしている。ジャミルに恋心を抱いており、当初はジャミルがティファにこだわることから彼女に対し嫉妬心を持ち、ティファの忠告も聞き入れないなどの面を見せたが、わだかまりが解けた後は彼女の能力を頼りにする一方、穏和な面も見せるようになる。
ジャミルがガンダムXディバイダーの2代目パイロットになってからは、以前に増してフリーデンの副官を担うようになった。
最終決戦前にロアビィに気持ちを打ち明けられ、ジャミルへの思いとの間で揺れ動くが、最終的にはジャミルについて行く道を選んだ。フリーデン解散後は、ジャミルと共に新連邦和平協議会のメンバーとなり、「頼もしいパートナー」と紹介された。

### シンゴ・モリ
Shingo Mori
声 - 中村大樹
年齢:20歳 身長:169センチメートル 体重:70キログラム アイカラー:ダークブラウン ヘアカラー:クリームブラウン
フリーデンのブリッジクルーとして操舵士を担当する。温和で明るい性格。ガロードがフリーデンに拘束された際は見張りを、交易の際には交渉役を務めるなど、艦内では雑多な役割をこなしている模様。
いつもブリッジに居るためあまり目立った活動が無いが、操舵士としての能力は非常に優れており、フリーデンIIに乗り換える際、マニュアルを読んだだけで操縦方法をマスターしたと言い、実際に大気圏脱出から航行までこなしているほどである。最終決戦も新連邦と革命軍の両軍を相手に単艦で戦い抜いており、彼無くしてのフリーデンの戦いの旅と生還は無かったといえる。
フリーデン解散後はキッドたちと共にジャンク屋「フリーデンIII」を営んでいる。

### トニヤ・マーム
Toniya Malme
声 - 三石琴乃
年齢:17歳 身長:164センチメートル 体重:45キログラム アイカラー:コバルトブルー ヘアカラー:プラチナゴールド
フリーデンのブリッジクルーで通信オペレーターを担当する。奔放な性格で露出度の高い格好を好む。その一方で感性が鋭く、他人を気遣う側面も持ち合わせている。
セインズアイランドでガロードと因縁があるエニルと出逢って親友になり、フリーデンへの乗船を誘ったりもしているが、この時は叶わなかった。最終決戦を前にして、互いに意識していたウィッツから指輪を贈られてのプロポーズを受けて戸惑いを見せたり、純粋な一面も見せている。
フリーデン解散後は、ウィッツと共に彼の故郷の村を訪れる。

### ナイン
声 - 千葉一伸
フリーデンのメカニック。長髪で痩せている。
フリーデン解散後はキッドたちと共にジャンク屋「フリーデンIII」を営んでいる。

### ロココ
声 - 中村大樹
フリーデンのメカニック。背が低く、眼鏡をかけている。
フリーデン解散後はキッドたちと共にジャンク屋「フリーデンIII」を営んでいる。

### テクス・ファーゼンバーグ
Techcs Farzenbarg
声 - 中博史
年齢:36歳 身長:178センチメートル 体重:71キログラム アイカラー:ターコイズ ヘアカラー:ブロンド
フリーデン乗艦の医師（フリーデン内には、計2名の医師がいる模様）。艦の最年長者で人柄も良く、ジャミルやクルーの良き相談役を務めるなど、あくまで医師としての立場を貫く。若い頃はポール・ヴェルレーヌやハインリヒ・ハイネの詩を諳んじていたり、ビリヤードの腕もなかなかであるなど、しゃれた趣味を持っている。本人曰く戦前の恋人は天国にいる。漫画版では戦中軍医として働いており、ジャミルとはそこで初めて出会ったとされている。
フリーデン解散後、戦闘が続く地域の野戦病院に勤務し、医師として新連邦・ゲリラの区別なく治療を行う。

### シャギア・フロスト
Shagia Frost
声 - 森川智之
年齢:19歳 身長:185センチメートル 体重:72キログラム アイカラー:コバルトブルー ヘアカラー:ブルネット
オルバの双子の兄で二卵性双生児。階級は大尉→大佐→少将。
ガンダムヴァサーゴ→ガンダムヴァサーゴチェストブレイクに搭乗。オルバ同様に新連邦の一員であり、樹立前はエージェントとして活動し、フリーのMS乗りを装っていた。
特殊能力として、兄弟同士でテレパシーによる意思疎通や視覚情報などの感覚を共有することができるツインズシンクロニティを持っている。その能力のため、連邦軍においてニュータイプ訓練を受けていたが、フラッシュシステムには感応しなかったため、ニュータイプとは似て非なる者として、カテゴリーFに分類されてしまった。そのことを恨み続けて、ニュータイプを至上とし自分たちを紛い物として隅に追いやった世界への復讐を志す。その目的のためには手段を選ばず、数々の人間を踏み台にして新連邦軍中枢部に入り込み、暗躍の果てに昇進を重ねていく。
冷静沈着で常にポーカーフェイスを崩さず、物腰は柔らかいが冷酷な性格。一方でアイムザットにカテゴリーFと呼ばれた際には珍しく顔をしかめ憎悪を露わにする場面もあった。オルバとは「互いをただ一人の肉親であり味方である」と認識しているゆえに兄弟の絆は固い。
最終決戦時にガロードのガンダムダブルエックスと相打ちになり、死亡したように見えたが、半年後、ガロードとティファが立ち寄ったセントランジェの町に車椅子に乗った彼の後姿が描かれており、オルバも付き添っていた。『コミックボンボン』に連載された漫画版の最終回では兄弟とも五体満足の状態でガロードとティファの乗った列車を隠れて見送っている。
後日談『あなたと、一緒なら』では、地球連邦政府内でオルバと共に再び戦乱を引き起こそうと暗躍していることがカリスから語られる。
『愛と戦いのロボット 完全保存版』で発表されたアンケート「みんなで選ぶロボットアニメーションベスト100」では、「一番カッコイイヒーローは？」で第92位、「一番美しい悪役・敵役は？」で第77位にランクインした。

### オルバ・フロスト
Olba Frost
声 - 佐々木望
年齢:19歳 身長:171センチメートル 体重:58キログラム アイカラー:ライトグレー ヘアカラー:ミッドナイトブルー
シャギアの双子の弟。階級は大尉→大佐→少将。
ガンダムアシュタロン→ガンダムアシュタロンハーミットクラブのパイロットであり、兄同様に新連邦に属しながらも世界への復讐のために暗躍。本人曰く、フリーデンと関わるまでは誰にも負けたことが無かったと豪語しており、実際に輸送機でMS隊を撃破する実力も見せた。
兄同様に冷酷な性格だが、オルバのほうは激昂し易い性格でもあり、子供っぽい面もある。そのため、シャギアにたしなめられることも多い。チェスが得意であり、アルタネイティヴとチェスをしているシャギアを勝たせている。
最終決戦時に、ガンダムダブルエックスと相打ちになり死亡したように見えたが、戦後のセントランジェの町でシャギアに付き添う彼の後姿が描かれている（頭に包帯を巻いている）。
『あなたと、一緒なら』では、地球連邦政府内でシャギアと共に再び戦乱を引き起こそうと暗躍していることがカリスから語られる。

### エニル・エル
Ennil El
声 - 本多知恵子
年齢:19歳 身長:168センチメートル 体重:46キログラム アイカラー:ラピスラズリ ヘアカラー:ダークレッド
フリーのモビルスーツ乗り。戦中から地球に潜入していた宇宙革命軍情報将校ナーダ・エルと地球の女性との間に生まれた。戦後、革命軍将校であった過去が発覚してしまった父を革命軍を憎む地球住民の手で殺されてしまっている。その後、母も亡くしたことで、天涯孤独の身の上になる（母親の死因は不明）。
とあることから見せられたガロードの写真から彼に興味を持つ。競売に出されていたガンダムXを購入し、ガロードに近づき互いの孤独を埋めあえる関係になれると誘惑するも、拒絶されたことで以降は逆恨みに近い形でガロードを殺すことに執念を燃やす。フォートセバーンまでフリーデンを追いかけ、父の旧友であるドーラット博士ことノモアと接触を図り、ノモアと共にパトゥーリアを起動させて地球への復讐を行うが、失敗に終わる。その後、移り住んだ太平洋上の都市セインズアイランドで、入国管理官のマイルズからのプロポーズを受けたり、偶然入港していたフリーデンクルーのトニヤと仲良くなるが、フリーデンを目撃したことから、戦いの世界に戻ることにした。
ゾンダーエプタ島でガンダムダブルエックスを偶然目撃したため、フロスト兄弟に撃墜され、その際、フリーデンに救助される。フリーデンクルーへの敵対心から、フリーデンクルーの脱出作戦をトニヤの安全と引き換えにアイムザットに密告するという「恩を仇で返す」行為を行うが、アイムザットに裏切られたことから、フリーデンクルーを助ける。フリーデンがエスタルドに入港した際に退艦、セインズアイランドに戻るが、マイルズは新連邦に処刑されており、復讐のため、ゲリラとして戦いを挑む。その戦いの最中、宇宙革命軍の工作員と接触、革命軍に入ることを勧められるが、彼らがティファをさらおうとしていることを知ると、それをフリーデンに伝えに行き、その後、最終決戦に赴くなど、ガロードたちに協力するようになる。味方になって以降はガロードに対しての気持ちは憎しみから再び恋愛感情に近いものになっていたようだが、結局身を引いた模様（漫画版では一応、それらしき発言をしている）。
父であるナーダ・エルがMSパイロットとしても一流の実力を持っていたことから、彼女自身も高い操縦技術を持つ。様々なMSを乗りこなし、終盤では旧式の改造機であるジェニス改エニルカスタムで敵の最新鋭MSを多数撃破する活躍を見せた。
彼女専用のガンダムとしてエスペランサIIという機体がデザインされていたが、結局没となっている。
エニルの機体はいずれも青を基調としている。
フリーデン解散後は、ロアビィと共にウィッツの故郷の村に現れる。

### カリス・ノーティラス
Carris Nautilus
声 - 水谷優子 / 遠藤綾（『EXVS2』以降のゲーム作品）
年齢:15歳 身長:156センチメートル 体重:42キログラム アイカラー:マリンブルー ヘアカラー:プラチナブロンド
北米北部にあるフォートセバーン市出身の、ノモア・ロング市長によって作り上げられた人工ニュータイプ（強化人間）の少年。
潔癖な理想主義者であり、市の平和と世界統一のため、自らノモアの手で人工ニュータイプとなることを選び、自警団を率いて戦っていた。ティファを仲間に加えるべく、ガロードのガンダムXと対峙し、ベルティゴでガンダムXを撃破。ガロードの命と引き換えにティファを拉致する。だが、自分と同じ人工ニュータイプだと思っていた（カリスはノモアからニュータイプは人工的に作られた者しかいないと説明を受けていた）ティファが生まれながらにニュータイプ能力を得ていたと知り、そのことによる猜疑からノモアの心を能力で読んだ際、その本心に気付いてしまう。
ガンダムXディバイダーに乗ったガロードとの再戦に敗れた後、ガロードにわざと撃たれて死のうとしたが、テクスの処置によって助かる。夜中にフリーデンを脱走するが、ガロードに生きろと諭され、初めて笑顔を見せた。しかしその直後、ノモアによって巨大モビルアーマー「パトゥーリア」に生体ユニットとして組み込まれてしまうが、ガロードによって無事救出され、フォートセバーンの復興のためにも生き抜くことを誓う。その後、フォートセバーンの代表として新連邦に抵抗する武装組織に参加。一隊を率いてフリーデンのクルーたちを助けた。第八次宇宙戦争ではフリーデンの名を与えた宇宙戦艦をフリーデンクルーに譲渡し、自身もフリーデンIIに乗艦した。半年後、ガロードとティファの旅立ちを見送った。
人工ニュータイプは宇宙世紀に登場する強化人間に比べ非常に安定している一方、月に一度死ぬほどの苦痛を味わう特有の後遺症であるシナップス・シンドロームには最後まで苦しめられていたが、気遣うガロードに「それもまた自分の人生だから」と認める心の強さを見せる。
漫画版ではガロードとティファを見送った後、フロスト兄弟とすれ違うが、彼らとは顔をあわせていなかったので気づくことはなかった。
『あなたと、一緒なら』では、連邦軍の防衛省に身を置いている。ある目的のため、ガロードたちを訪ねてきた。

### パーラ・シス
Pala Sys
声 - 長沢美樹
年齢:15歳 身長:165センチメートル 体重:47キログラム アイカラー:アクアブルー ヘアカラー:ブラック
宇宙革命軍にレジスタンス運動をおこなう組織サテリコンのメンバー。第7次宇宙戦争時におけるコロニー落としから逃れた宇宙難民の両親から生を受けたが、宇宙での過酷な生活により、彼女がサテリコンに引き取られた時には既に両親を含めた半数の人間が他界していた。第33話で初登場し、ガンダムダブルエックスが不慣れな宇宙戦のために撃破寸前となった時にGファルコンのパイロットとしてあらわれ、ガロードを救出する。年長者ばかりの中で育ったためか、快活で男勝りな性格だが、体つきは非常に豊満で女性らしい。自称「サテリコンの亡霊」（第34話、ガロードと連名で名乗った）。
サテリコン壊滅後は、ガロードと共にコロニーレーザーを撃破し仲間の仇を討った。ガロード、ティファと共に地上に戻る直前フロスト兄弟に捕らえられるがその後脱出、ジャミルたちと合流することに成功する。その後はフリーデンのクルーと行動を共にする。フリーデン解散後は、キッドやシンゴたちと共にジャンク屋「フリーデンIII」を営んでいる。

### ランスロー・ダーウェル
Lancerow Dawell
声 - 竹村拓
年齢:34歳 身長:181センチメートル 体重:69キログラム アイカラー:ブルーグレー ヘアカラー:レッド
宇宙革命軍の大佐。第7次宇宙戦争時は高いニュータイプ能力を持つ革命軍のエースとしてとしてライラック作戦に参加し、ベルティゴに搭乗していたが、作戦開始直前に当時旧地球連邦軍に所属していたジャミルの駆るガンダムXによって作戦を阻止され、それ以来ジャミルとは宿敵同士となる。コロニー落とし作戦ではフェブラルに搭乗し、ジャミルのガンダムXとの激戦の末、相討ちとなった。この時、ジャミルと同じくニュータイプ能力のほとんどを失う。
第7次宇宙戦争後も引き続き革命軍に残り、教導部隊を率いることとなった。ニュータイプ主義の下で英雄として祭り上げられ、軍でも優遇されていたが、ランスロー自身はそのことに疑問と反発を覚えていた。そんな中、ティファがニュータイプ主義のための人材として革命軍本拠地のコロニー群「クラウド9」に拉致されてくる。しかし、ニュータイプをコロニー住民を統治するための象徴、手段としか考えないザイデル総統は地球生まれで能力を持つ彼女をむしろ危険視し、ティファが危険な状態に置かれる。そんなティファを、ランスローは周りから保護するようになるが、ティファの、「（ランスローは）ジャミルと、とてもよく似ている」という言葉を聞き、彼女とジャミルが知り合いであったことに驚いていた。更に新地球連邦との和平を唱えたニコラを反逆者扱いして処刑したザイデルへの失望や、処刑されたニコラに託された遺言から、今の自らのしていることへの疑念が強まっていくことになった。
性格は冷静かつ穏やかだが、同時に戦争肯定派が多数を占める革命軍に身を置きながらも、世界の行く末まで見据える大局的な視野を持った人物でもある。革命軍に捕らわれていたティファも当初よりランスローに対してだけは友好的な態度を取っていた。
ジャミルと同じくニュータイプ能力のほとんどを失っているが、ジャミルのように無理をして能力を使用する場面は無く、自分を見るティファの視線を感じ取った時に「君か?私の心に触れたのは」と表現するなど、ジャミルに比べ残った能力を無理なく使用できているような描写があった。MSパイロットとしての力はジャミル同様健在で、ガロードが「まるで強さが次元が違う」と驚愕するほどの強さを誇った。ティファ救出のために宇宙に上がったガロードとの初戦では、宇宙戦に適応したガロードの宇宙戦闘の順応力に驚きながらも量産機であるクラウダでガロードのダブルエックスを完膚なきまでに叩き、沈黙させる。2度目の対決でもガロードを止められ優勢を占めた。またその際にガロードから、ジャミルがニュータイプを保護するために戦っていることを知らされ、強い衝撃を受ける。その直後、革命軍の殲滅攻撃開始を知ったランスローはこれを知らせ、ガロードを助ける。
その後ティファを救出し、ザイデルをあしらった上で、革命軍のコロニーレーザーをサテライトキャノンで破壊し、地球へと帰還するガロードを、「ジャミルには人を育てる才能もあったのか」と感慨深げに見ていた。月面施設をめぐる新連邦軍との武力衝突の際には、クラウダを駆りジャミルと合流。共にガロードのガンダムダブルエックスを援護、フロスト兄弟と親衛隊の行く手を阻んだ。また、ジャミルと共に「D.O.M.E.」の言葉を聞き、過去から解放され、新たな自分の道を考えるようになる。
最終決戦後は、新連邦軍と宇宙革命軍の和平交渉に参加している。
主な搭乗機はRMSN-008 ベルティゴ、RMSN-002 フェブラル、RMS-019 クラウダ（ランスロー専用機）。

## 新地球統合連邦政府（新連邦）

### フィクス・ブラッドマン
Fixx Bloodman
声 - 青森伸
政府再建委員会のリーダーで、新連邦政府樹立後は新連邦軍総司令官。ニュータイプに対し、兵器としての利用性のみを認め、同時に秩序を乱すものとして恐れている。物語後半のフロスト兄弟はブラッドマン直属の部下にまでのし上がっていった。ブラッドマン本人はフロスト兄弟を使いこなし、事を進めてきたつもりであったが、兄弟にとってブラッドマンもまた、利用する存在にすぎなかった。宇宙革命軍の地球侵攻計画・ダリア作戦が破綻した後もなお、ブラッドマンは「D.O.M.E.」をめぐって宇宙革命軍との間で早期に全面戦争を再開するよう主張する。新連邦成立後は政府首脳陣となっていた政府再建委員会の委員たちがこれに難色を示すと、フロスト兄弟による委員たちの暗殺を事後承諾して黙認し、全面再戦に乗り出した。マイクロウェーブ送信施設を掌握しサテライトランチャーを使用したフロスト兄弟がザイデルの抹殺に成功し、ブラッドマンの覇権はなったかに見えたが、直後に自らも裏切られサテライトランチャーで消滅させられた。漫画版外伝で描かれた第七次宇宙戦争時代では、中将としてコロニー落としへの対抗戦を指揮していた。

### アイムザット・カートラル
Aimzat Kartral
声 - 石塚運昇
新連邦政府再建委員会のメンバーで諜報統括官。階級は大佐。太平洋上の地図に無い人工島・ゾンダーエプタ島でガンダムダブルエックスの開発を指揮する。フロスト兄弟の当初の上官で、彼等に北米大陸の情勢やニュータイプ能力者に関する情報を探らせていた。他の政府再建委員会メンバーと異なり、ニュータイプやその専用機であるガンダムを重要視、それらを新連邦の力の象徴とすることを目論み、ニュータイプ研究所と独自に接触を図ろうとするなど、野心家としての一面も見られる。
ジャミルのトラウマを利用しての「無人のダブルエックスによる撃てないツインサテライトキャノン」というハッタリでフリーデンを恫喝し、捕らえることに成功。ティファとジャミル以外のフリーデンクルーは銃殺しようとする。フリーデンクルーの脱出作戦をエニルから知らされるが、フリーデン隊の脱出作戦を利用して、混乱に乗じ、ティファとジャミル、ダブルエックスを乗せた艦でニュータイプ研究所に向かおうとする。しかしカトックの裏切りにより、ガロードにダブルエックスを奪われ、ティファとジャミルも救出されてしまう。直後、ダブルエックスと新連邦の戦闘の最中にフロスト兄弟（正確にはシャギア）に射殺された。
漫画版ではカトックと相討ちになる形で銃で撃たれて死亡。外伝で描かれた第七次宇宙戦争時代では中佐。ライラック作戦を阻止したジャミルに関し、「ニュータイプは戦争の道具で、それを上手く使う者が世界を作る」と口にした。

### カトック・アルザミール
Katokk Alzamille
声 - 広瀬正志
新連邦軍特殊部隊隊長。階級は大尉。45歳。フリーデン捕獲作戦を指揮する。第7次宇宙戦争のコロニー落とし作戦の時に、ジャミルが打ち落としたコロニーの中に妻子がいたため、ニュータイプを憎むようになり、ジャミルに対しては彼のXを基に作られたダブルエックスを皮肉を込めて「15年目の亡霊」と称した。実際は、革命軍占領時にコロニー住民は皆殺しになっており、それが逆恨みであるのを分かっていても、自分が軍人であるためにそれを認められなかった。命令違反・上官への反抗などの問題行動も多いが、歴戦の叩き上げの軍人で人情家の一面もあり、特殊部隊の部下たちからも慕われていた、苦手なものは死んだ女房、アルコール、ニュータイプの順。普段から飴やガムを好んで口にしている。ガロードたちにいいやつ、優しい人と言われるたびに｢死んだ女房もよく言っていた｣と答え、死んだ妻子に会うため死に場所を求めていた。ティファがニュータイプとして垣間見た「もうみんなと会えない」未来を覆すためにガロードに協力し、第24話にてガロードたちを新連邦兵士たちの銃弾から庇って、ガロード、ティファ、ジャミルの3人に看取られながら事切れた。その後、亡骸はフリーデンクルーの手で海中に埋葬された。彼の遺言である「過ちは繰り返すな」は、ガロードの行動に大きな影響を与えた。
漫画版ではアイムザットに撃たれそうになったティファを庇って死亡。

### デマー・グライフ
Demar Griffe
声 - 遊佐浩二
新連邦軍のニュータイプ候補生の一人。年齢25歳。アフリカ戦線にて戦果をあげ、「白い死神」の異名を持つエースパイロット。階級は少尉。ニュータイプ研究所から、フラッシュシステム起動の素質がある人間の一人として、フロスト兄弟の下へ送り込まれた。「白」という色に偏執的なこだわりを持ち、搭乗機のコルレルを白一色に塗装することを要求、自分で機体の塗装を全て行う異常性を見せる。ガロードとの決闘においては装甲を排した超軽量機コルレルの常識離れしたスピードで翻弄したが、ガロードが咄嗟にビームライフルで防御し、そのライフルが爆発したことで機体が倒れた後、コルレルの装甲の薄さが災いしDXのバルカンの一斉射撃によって蜂の巣にされ戦死した。
最終的に書類上ではニュータイプとは似て非なる者、カテゴリーFと認定されている。
搭乗機はNRX-007 コルレル。

### ドゥエート・ラングラフ
Duett Langraph
声 - 真殿光昭
新連邦軍のニュータイプ候補生の一人。「東部戦線の狩人」の異名を持つエースパイロット。階級は少尉。ニュータイプ研究所からフロスト兄弟の下に送り込まれた。非戦闘時は心優しい青年だが、モビルスーツに乗ると戦争を趣味とする獰猛な「狩人」に豹変するという二重人格を併せ持っており、この二つの性格を巧みに使い分けていた。試作MSブリトヴァを駆り視認困難なモノフィラメントワイヤーカッターによる攻撃でダブルエックスとエアマスターバーストを翻弄するも、ガロードとウィッツの連携攻撃の前に敗れ戦死した。死の間際に平和的な方の人格が、凶暴なもう一つの人格も自分であると認め、人格の統合を果たした。出撃前に子犬を可愛がっており、死の間際にはその子犬のことを思い出していた。
漫画版では二重人格については描写されていない。
最終的に書類上ではデマー同様、ニュータイプとは似て非なる者、カテゴリーFと認定されている。
搭乗機はNRX-011 ブリトヴァ。

### ミルラ・ドライド
Milra Draid
声 - 津久井教生
新連邦軍のニュータイプ候補生の一人。インド戦線で活躍し、「不死身の殺人マシーン」の異名をもつエースパイロット。階級は少尉。ニュータイプ研究所の候補者の1人。「死」に対する独特な哲学を持ち、死に対して憧れに近い感情を抱いているが、彼曰く「死」とは戦場で敵とぎりぎりまで命を鬩ぎ合った結果に死ぬことであるという。また、自身を「死」へと導いてくれる好敵手を探しているが、それを成し遂げられない者は無価値と断じ、逆に自分が殺すと話す。上述の2人やミルラなど、ニュータイプと目された者は皆心理学で取り上げられる症状や特異な思考の持ち主で、作中においてニュータイプ研究所がどういったアプローチでニュータイプ研究に取り組んでいるかの一端がうかがえる。ガブルの強力な装甲とフィールドジェネレーターによるバリアでフリーデン勢の攻撃をまったく寄せつけなかったが、ロアビィが特攻をかけて、ガンダムレオパルドによる近接一斉射撃を加えたことで装甲とバリア発生装置を破られ、撃破された。機体が大破する寸前、ミルラは自分が捜し求めていたものを実感し、歓喜しながら戦死した。
漫画版ではデマー、ドゥエートと共にフロスト兄弟直属の部下として登場。3人一緒に行動しており、皆、手柄にも執着していた。ゾンダーエプタにおいて各機体の特長を活かしての連携を見せ、エスペランサに勝利し、Xディバイダー、エアマスター、レオパルド相手にも優位に立つ。ダブルエックス相手にも立ち向かっていくが、ツインサテライトキャノンを受けて3人とも戦死した。
最終的に書類上では他の二人と同様、ニュータイプとは似て非なる者、カテゴリーFと認定されている。
搭乗機はNRX-010 ガブル。

### アベル・バウアー
Abel Bauer
声 - 中村秀利
新連邦軍のニュータイプ候補生の一人。階級は中尉。太平洋戦線からフロスト兄弟の下に派遣された。太平洋戦線ではセインズアイランド攻略で活躍し、エニルにとっては恋人の仇ともいえる。
上の3人同様、ニュータイプの素養ありと目されていた人物、かつNT研究所でのフラッシュシステム適合率が確認された唯一の人物で、一見精悍な軍人風。自分のMS操縦の技量と特殊な才能（登場時点では完全に目覚めていなかったが）を鼻にかけていた節がある。実際ガロードとウィッツを同時に相手にしても、渡り合う戦いぶりを見せたが、戦闘中にフロスト兄弟は故意に彼を単独にし、戦闘中に死の恐怖に直面させることでニュータイプ能力の発現を促すため、撤退する。窮地に陥ったアベルは、気迫と共にフラッシュシステムの起動に成功し、ビットMSを巧みに操ってフリーデンを追い詰める。しかしティファのニュータイプ能力に助けられたガロードが、アベルの搭乗する本体を見極め、撃破すると共に、ビットMSも動きを止めた。アベルは中破した機体で帰還するが、待ち受けていたフロスト兄弟に、「新連邦軍内のニュータイプの抹殺が我々の真の目的であり、アベル中尉は新連邦軍が欲しがっていたフラッシュシステムを起動させるだけのニュータイプに過ぎない」と告げられ、銃殺された（フロスト兄弟はNT研究所にはフラッシュシステムの起動を伏し、戦死を装って報告した）。漫画版では登場していない。
最終的に戦闘面においては新連邦の定義するニュータイプに覚醒した人物であるが、フロスト兄弟に殺される前に彼らの意図（心）がわからず困惑しており、シャギアに「それ（自分たちの真の目的）も見抜けないなら君は真のニュータイプではない」と評された。
搭乗機はNRX-016 ラスヴェート。

### カロン・ラット
Caron Latt
声 - 浦和めぐみ
中央アジアにあるニュータイプ研究所の所長。ニュータイプを道具のように扱う女性で、フロスト兄弟に「カテゴリーF」の烙印を押した張本人。このことでフロスト兄弟は、フラッシュシステムを扱えるニュータイプを憎むようになり、彼女はフロスト兄弟の殺意を買うことになる。フロスト兄弟は、新連邦軍と協力して、フリーデンを拿捕する計画を提案し、ティファを欲していたカロンはそれに協力するが、実はフロスト兄弟の罠であり、新地球連邦軍は、オルバに「ニュータイプ研究所がフリーデンと内通しクーデターを目論んでいる」という嘘の情報を流されていた。ニュータイプ研究所は、新連邦軍の総攻撃を受け、カロン自身もガンダムヴァサーゴのメガソニック砲の直撃を受け死亡した。
彼女自身はシャギアに対してカテゴリーFという言葉を特に気にした様子も無く使用していた他、親しみを持った態度で接していたことからもあくまでカテゴリーFは研究結果の上での判断であり悪意があったわけで無いことがうかがえる。実際、フロスト兄弟の裏切りにあった際は信じられないといった様子で唖然としていた。
漫画版ではシャギアだけでなく、オルバからも攻撃されて死亡。

### ロマノフ
Romanov
声 - 堀之紀
南アジア統一最高司令官。南アジア独立小国家の攻略を指揮する。

### カザフ
Kazav
声 - 稲葉実
第36方面軍総司令官。階級は大将。陸上戦艦（移動要塞）バンダール2世で指揮をとる。宇宙革命軍工作員に占拠された基地を攻撃し、工作員の地球脱出を阻止しようとする。しかしガロードを便乗させて宇宙に向かわせようとするフリーデンの捨て身の特攻によりバンダール2世を大破させられ、戦死する。

## 宇宙革命軍

### ザイデル・ラッソ
Seidel Rasso
声 - 岸野一彦
宇宙革命軍総統。ニュータイプを中心に据えたニュータイプ主義を宇宙革命軍のイデオロギーとする。
しかし、ザイデルは自らの権力独占と選民思想の正当化のためにニュータイプを神格化したいに過ぎず、本当の意味でのニュータイプの力に興味など示していなかった。ランスローへの扱いから見ても、ある意味ではザイデルもブラットマンと同様にニュータイプを道具のように利用していただけと言え、地球出身の本物のニュータイプ能力者であるティファが現れた際には、むしろ彼女を異質な存在であるかのように危険視しており、ランスローやニコラの反感や失望を買っている。
宿願であった地球の攻略を実行せんと「ダリア作戦」を発動するもガロードたちによって無残な失敗に終わった。これによって切り札であったコロニーレーザーを失ってしまったザイデルは地球圏の覇権を握る鍵とされる「D.O.M.E.」に接触せんとし、同じく「D.O.M.E.」を目指す新連邦軍との間で戦闘状態となる。
「D.O.M.E.」が機能を停止するに及んで、なおもニュータイプ主義にこだわり戦闘を続行しようとしたが、フロスト兄弟のサテライトランチャーによって乗艦ごと消滅させられた。漫画版外伝で描かれた15年前の第七次宇宙戦争の時点で既に革命軍総統の地位にあった。

### ベルノ
Belno
声 - 林延年（現・神奈延年）
ランスローの副官。

### ニコラ・ファファス
Nicola Fafas
声 - 梅津秀行
ニュータイプ研究所の所員。正体は宇宙革命軍のスパイであり、地球での情報収集を行っていた。新連邦の情報とティファを手土産に宇宙に帰還するが、ザイデル総統のティファに対する態度を目の当たりにし、連れてきたことを後悔する。その後、新連邦との和平を主張するが、反乱分子として処刑されてしまう。彼の平和を願う遺言はランスローへと託された。

### ペイン・ネル
声 - 中嶋聡彦
ニュータイプ研究所の所員。正体は宇宙革命軍のスパイであり、ニコラの部下。研究所が新連邦軍の総攻撃を受けた際に死亡。死の間際にティファを宇宙に連れ帰るバーベナ作戦をニコラに託した。

### ネラー・ガモウ
Nerar Gamou
声 - 中嶋聡彦
宇宙革命軍のスパイ。新連邦から宇宙巡洋艦バルトークを奪取してクラウド9へ帰還しようとする。ガロードはダブルエックスを手土産にした亡命を装い、これに便乗する形で宇宙へ出ることになった。新連邦の追撃を振り切って宇宙に出るも、直後にガロードに反旗を翻され、ダブルエックスもろとも脱出されてしまった。

### ノモア・ロング
Nomoa Long
声 - 中田和宏
フォートセバーン市の市長。年齢は50歳過ぎ。その正体は宇宙革命軍のドーラット博士。第7次宇宙戦争時にベルティゴとパトゥーリアからなるニュータイプ部隊で地球を攻撃する「ライラック作戦」を指揮していたが、連邦軍の攻撃によって作戦が失敗し、地球に不時着した。そして同じく落下したパトゥーリアの周辺にフォートセバーン市を築き、更には人工ニュータイプ・カリスを産み出して、再起の準備を進めていた。エニルの父ナーダとは旧知の仲であり、ライラック作戦失敗時はナーダに助けられた。パトゥーリアにカリスを生体部品として組み込み再起動させ、フォートセバーンの街を焼き尽くすとともに、カリスを救出するために駆けつけたフリーデンのガンダム部隊と激戦を繰り広げる。オールレンジ攻撃をかいくぐってきたガンダムXディバイダーのハモニカ砲により、パトゥーリアを破壊され、進退窮まり拳銃で自殺した。自殺前に脱出しようとするエニルを「脱走兵」として射殺しようとするなど、既に精神の均衡を失っていることが窺われた。
漫画版ではガロードから一緒に脱出するように言われるが拒絶し、その直後、「今でも戦争を望んでいる者がいる」ことを告げ、パトゥーリアと運命を共にした。

### ナーダ・エル
アフターウォー以前の宇宙革命軍の情報将校にしてエニルの父親。階級は少将。第七次宇宙戦争では地球連邦軍に潜入してスパイ活動をしていた。ライラック作戦も彼の考案によるものである。モビルスーツパイロットとしても一流だったという。戦後、革命軍の将校であったことを知った地球住民の手にかかり、当時9歳だった娘エニルの眼前で殺された。劇中ではエニルが所有している写真のみの登場で台詞はなかった。
ジャミル外伝では台詞つきで登場。

## アルタネイティヴ社

### フォン・アルタネイティヴ
Von Alternative
声 - 藤本譲
アルタネイティヴ社社長。旧地球連邦の技術士官だったが、大戦後、北米大陸の旧連邦の軍事施設を押さえることで、強大な力を持つアルタネイティヴ社を起ち上げた。ティファのニュータイプ能力に早くから目をつけ、その力を利用して更に自らの勢力を拡大させることを目論んでいた。監禁していたティファをフリーデンに奪われたため、部下のライク・アントを使って奪回を試みた。ライク・アントによる奪回失敗後はフロスト兄弟と契約する。ティファ奪回を果たした後は用済みとなったフロスト兄弟もろともバルチャーたちを切り札のグランディーネで葬ろうとしたが、ガンダムXのサテライトキャノンの直撃を受けて施設ごと消滅させられた。

### ライク・アント
Rike Anto
声 - 稲葉実
ガロードにティファ奪還を依頼しに来た謎の紳士。正体はアルタネイティヴ社のラボ室長でエージェント。彼を見たティファが突然怯え出したことから彼女を連れてガロードは逃げ出した。自らドートレス・コマンドを駆り逃走した2人を追うが、ガロードが起動させたガンダムXに返り討ちにされて死亡。
漫画版では増援を引き連れて現れるが、サテライトキャノンを受けて死亡した。

## バルチャー

### ザコット・ダットネル
Zakot Dattonel
声 - 古澤徹
エニルが最初に組んでいたバルチャー艦艦長。火炎放射攻撃を得意とする。火焔放射器を使うファイヤーワラビー隊“炎の時計部隊”を部下に持つ。ガンダム強奪を狙いフリーデンに戦いを挑むも、“灼熱の湖”での戦闘で、ガロードがサテライトキャノン発射プロセスを利用したマイクロウェーブの直接放射による水蒸気爆発で艦と共に吹き飛ばされて戦死する。

### グリーツ・ジョー
Gritz Jo
声 - 藤原啓治
アルタネイティヴ社襲撃の際にジャミルの応援にかけつけたバルチャー艦艦長。ジャミルに世話になった過去があり、恩を返せる時を待っていた。
装備の充実ぶりはバルチャーとしての手腕の高さを窺わせる。

### ローザ・インテンソ
Rosa Intenso
声 - 日高奈留美
アルタネイティヴ社襲撃の際にジャミルの応援に駆けつけたバルチャー艦の女艦長。ジャミルに対し、異性として好意を持っているような発言もしていた。

### ロッソ・アラマント
Rosso Aramant
声 - 石田弘志
アルタネイティヴ社襲撃の際にジャミルの応援にかけつけたバルチャー艦艦長。ジャミルが敬語を使うほどの相手。

### ジェノス・クライシス
Jenos Crisis
声 - 堀之紀
盗賊団の首領。第15話に登場。ジェニスで武装した部下を引き連れてウィッツの故郷の村を襲っていたが、ガンダムエアマスターに撃退された。

## シーバルチャー

### ドーザ・バロイ
Dorza Baroy
声 - 飛田展男
第16・17話のメインゲストで、オルクの艦「シーキャッスル」艦長。イルカの脳を生体部品として使う水中センサー「Dナビ」製造のためイルカの乱獲をしていた。特殊能力を持つ白いイルカを追っていたが、その途中で現れたガンダムにも執着。ガンダムを手に入れようとするも、ガロードたちの攻撃により艦隊を撃破させられた。

### マーカス・ガイ
Marcus Guy
声 - 古澤徹
オルクの潜水艦「ポリペイモス」艦長。オルバの依頼でローレライの海でGビットの探索を行い、ルチルの眠るLシステムをも引き上げてしまう。そのLシステムとGX-bitとを回収に来た新連邦軍とフリーデンが交戦する中、ボートで脱出したところをオルバに機密保持のためにボートごと吹き飛ばされて死亡。
名前の元ネタは「海のトリトン」のマーカスと、そのセリフの接頭語「ガイ」から。

### ルマーク・カウト
Lumark Kauto
声 - 難波圭一
太平洋上の都市セインズアイランド近辺で活動するシーバルチャー。女性のような物腰をしている。エスペランサやエニル専用ジェニス改はエニルが彼から買い取ったもの。

## エスタルド

### ウィリス・アラミス
Willis Alamis
声 - 森久保祥太郎
フリーデンが訪れた、南アジアの小国エスタルド人民共和国の若き国家主席。年齢20歳。民族の英雄だった前国家主席の息子。父の後を継いだばかりで、優柔不断な青年だったが、祖国の誇りを守るために自ら出撃して散ったリーの死をきっかけに、やがて指導者としての責任に目覚めていく。
地球連邦軍への併合を迫られた時はフリーデンの手を借りてグラントと共に国外亡命を図るが、その目前に迫る地球連邦軍の大軍隊を見て、自分が逃げたら国を戦争に巻き込んで捨てることになると悟り、投降を決意する。投降は最後までグラントに止められたが、ルクスの言葉を思い出し、ここで初めて国家主席として「命令」と言う言葉を使い、投降を押し通して戦争を回避した。

### リー・ジャクソン
Lee Jackson
声 - 丸山詠二
エスタルド軍の最高司令官。年齢60歳。併合を迫る新連邦への抵抗戦を主導しフリーデンにも協力を依頼する。ウイッツに自分の若い頃の面影を見て気に入り、ガンダムエアマスターの修理・強化に協力する。新連邦への敗北が決定的になる中、自ら旧式のMS、エスタルドスで数名の同志と共に最後の出撃をし、玉砕した。
この出撃は軍、中でも本人の独断で行われ、国としての新連邦への投降後に戦争責任を軍部に押し付けられるようにとの配慮もあった。

### グラント・スチュアート
Grant Stuart
声 - 掛川裕彦
エスタルドのエスタルドの国民議会議長。年齢52歳。抗戦派のリーに対し和平派。新連邦への敗北が不可避になった時、ウイリスを国外に逃がそうとする。

### ルクス・ハノマアク
Luchs Hanomaack
声 - 安井邦彦
前国家主席からウイリスを託された補佐官で、実質的には摂政を行っていた人物。年齢27歳。優柔不断なウイリスに代わり国政を主導する機会も多かったが、ひとえにウイリスの指導者としての成長を願っていた。
ウイリスに「命令というお言葉は使うべきところでお使い下さいませ」との進言をし、これは後にウイリスが本当の意味で国家主席としての使命に目覚める切っ掛けとなった。ウイリスが投降を決断して国に戻ってきた際は、ウイリスが「命令」の意味を理解し国家主席の自覚を持った上で戻ってくると期待して「国家主席誕生の祝い」と称して誰もいない宮殿で会食の用意をして待っており、新連邦との和平条約締結の際、自分に罪を被せて糾弾する（事実、当時のウイリスは傀儡のように見える部分もあったため）ようウイリスに進言した。

### ユリナ・サノハラ
Yurina Sanohara
声 - 渡辺久美子
エスタルドでフリーデンを一時退艦していたロアビィが身を寄せていた女性で、酒場のピアニストだった。年齢18歳。
実は反新連邦ゲリラ組織「民族独立戦線」のメンバー。ロアビィに協力を迫る組織の幹部たちに体を張って反対するなど、ロアビィを思いやる女性だったが、新連邦のゲリラ狩り部隊によってアジトを急襲され、裏口から脱出しようとしたところを狙撃され、重傷を負う。最期はロアビィにフリーデンへ戻るように伝え、息を引き取る。

### テッサ・テイン
Tessa Tain
声 - 掛川裕彦
民族独立戦線のリーダー。ロアビィを強引に組織に引き込もうとするが、最期はロアビィの脱出の時間稼ぎをするため、手榴弾を抱えて新連邦のゲリラ狩り部隊に特攻。ロアビィにその生き様を見せ付けた。

## サテリコン

### ロイザー
Leuser
声 - 宮田光
サテリコン司令官。宇宙革命軍のサテリコン掃討作戦によって本拠地の小惑星を破壊され死亡した。

### トグサ・アイン
Togusa Ein
声 - 伊井篤史
サテリコンの宇宙戦艦ヴァローナの艦長。宇宙革命軍のサテリコン掃討作戦によって艦を撃沈させられ戦死した。

## その他

### 偽ニュータイプ
声 - 中村大樹（太めの男）、伊藤健太郎（傷の男）
本名不明の二人組。体格が太めの男は宣伝を担当し、体格が細めの男は額に傷を持っている。軍服を着ているが、正規の軍人だったかは不明。第1話において、セントランジェの町の路上で、先の戦争で大活躍した旧連邦軍の超能力兵士「赤い二連星」と名乗り、自分たちを雇うように売り込みをしていた。だが、クロッカが襲撃してきたときには町の人々を守るどころか逃げてしまう。最終話にも再登場し、以前と同じようにセントランジェの町の路上で宣伝をしており、今度はニュータイプ兵士を名乗るが、周囲からは相手にされなかった。直後、ガロードとティファにニュータイプを知っているかと質問をするが、2人とも笑顔で「知っている」と答えたことに唖然としていた。物語の冒頭と終幕を飾る存在。

### クロッカ
Krokka
声 - 古澤徹
第1話に登場した荒くれ者のモビルスーツ乗り。紫色のジェニス改に乗る。物語冒頭でセントランジェの町を襲うが、ガロードの計略の前にモビルスーツを奪われてしまい、町の住民の袋叩きに遭う。

### ヴェドバ・モルテ
Vedoba Morte
声 - 勝生真沙子
フリーの女モビルスーツ乗り。搭乗機は赤いジェニス改（通称：スラッシュバッファロー）。情報屋からガンダムXの情報を買い、ガロードを襲ったが、同じくガンダムXを狙いに現れた他のバルチャーにより撃破され、戦死した。

### メンテオヤジ
声 - 山野井仁
本名不明の修理工。サン・アンジェロ市でモビルスーツの修理工場を営んでいる。レオパルドの補修をした際宣伝目的で写真を撮り、その後ガロードのGXのオークションの仲介を行った際にも写真を撮り飾っていた所、フリーデンを探していたフロスト兄弟の機体を預かることになる。フロスト兄弟の機体は写真に撮れなかったらしく、彼等が出ていく時は悔やむ発言をしていた。

### ウィッツの家族
ショーラ・スー (Shora Sou)
声 - 横尾まり
オニミム・スー (Onimim Sou)
声 - 天野由梨
ドラッソ・スー (Drasso Sou)
声 - 高乃麗
コルトル・スー (Koltol Sou)
声 - 江森浩子
サエリア・スー (Saeria Sou)
声 - 冬馬由美
バステル・スー

バーテン（本名不明）
声 - 池水通洋
ウィッツの故郷にいる家族。母ショーラ（37歳）、長女オニミム（16歳）、次男ドラッソ（12歳）、一卵性双生児の次女・三女のコルトル（9歳）とサエリア（9歳）がいるが、末っ子で三男のバステルはコロニー風邪で亡くなっている。父親はモビルスーツ乗りに殺され、そのため母親はモビルスーツとモビルスーツ乗りを憎んでいる。
ウィッツが出稼ぎに出ていた2年の間に、母はバーテン業の男性と再婚しており、それとウィッツがモビルスーツ乗りになっていたことが原因で母と口論となってしまうが、ウィッツがバーテン本人から母親の本心を聞いたことで和解し、それまで貯めた金塊を託した。

### 白いイルカ
ティファが予見したサンルーカス海岸にいたメスのイルカ。人間でいえばあたかもニュータイプのような特殊な能力を持っている。シーバルチャーたちからは、嵐やオルクの襲撃前などといった不吉なことの前に現れるため非常に恐れられているが、実際は、それらは仲間を守るために行った行動であった。また、数々の人間たちの仕打ちにより人を全く信じず憎んでおり、ティファに対しても心を閉ざしていた。しかし、自分たちを助けるために戦うガロードたちの行為を理解し、彼等に力を貸す。最初に会った時の態度や別れ際にティファの心に語った言葉から、ティファが外に目を向けるきっかけとなった。ジャミルは「本来のニュータイプはあいつといえる」と語っている。
なお、白いイルカが登場した話の前編（第16話）でティファはイルカたちと一緒に夜の海で泳いでいる最中、サテライトシステムのガイドレーザー光（ダブルエックスのテスト）を隠れていたガロードと共に目撃している。

### ルチル・リリアント
Lutil Liliant
年齢:20歳（15年前）
旧連邦軍の試作兵器Lシステムに搭載されているニュータイプの女性。
かつては早くからニュータイプ能力に覚醒しており、旧連邦軍ニュータイプ部隊の教育士官となった優れたニュータイプであった。またジャミルやキナの直属の上司であり、ジャミルの憧れの女性でもあった。
第7次宇宙戦争にて革命軍との戦いでニュータイプ能力を残したまま精神を破壊し尽くされた後、僅かに残った戦いへの嫌悪すら利用され、L作戦に使用するため連邦のニュータイプ研究機関の手でLシステムの実験機の中枢に生体ユニットとして組み込まれてしまう。
しかしLシステムは未使用のまま、L作戦の実行前にコンテナに梱包され海路で輸送中にコロニー落としに伴う大津波で海底に沈んでしまう。その海域は戦後に女性の幽霊が出ると噂され、ライン川のローレライ伝説になぞらえて、ローレライの海と呼ばれるようになった。
その15年後のA.W.15にオルバの依頼により、オルクのマーカス一味によって、GXビットと共に引き上げられる。この状態でもルチルとLシステムの機能は生きており、コンテナを開封された際にティファとニュータイプ能力で接触。マーカス一味との戦闘で窮地に陥っていたジャミルが乗るフリーデンを救うためにルチルの意識はティファの身体と心を借り、Lシステムを起動させて戦闘を終了させる
。
その後、ティファ越しにジャミルたちに自分の人格が既に存在しないも同じ状態であること、精神崩壊した後にLシステムに供されたことを明かし、もう誰にも利用されたくないと語る。
しかしオルバはシャギアに連絡を取っており、ルチルは新連邦でサンプルとして回収することとなり、Lシステムは増幅器を外され無力化されてしまう。
だがフリーデンクルーは新連邦に回収される前にルチル奪還のためマーカス一味と新連邦の部隊を相手に戦闘を行い、それを見たルチルはガンダムXディバイダーのフラッシュシステムを使ってGXビットを起動させることでジャミルに力を貸し、マーカス一味や新連邦部隊撃退に成功、ルチルはLシステムごとフリーデンに回収される。
しかしGXビットの使用でルチルは最後の力を使い果たしており、ジャミルに別れを告げた後に事切れる。亡骸はフリーデンクルーの手でLシステムから解放され、棺に入れられて深い海底へと葬られた。

### マイルズ・グッドマン
Miles Goodman
声 - 松本大
太平洋上の都市、セインズアイランドの入国管理局監視室の次長。性格は生真面目で実直。普通の暮らしを送ることを決心しようとしたエニルに結婚を申し込むが、エニルはガロードを追跡するために、セインズアイランドを飛び出してしまう。その間にセインズアイランドは新連邦軍の侵攻を受けるという戦禍に巻き込まれる。エニルが戻った時には、マイルズは他のセインズアイランドの高官たちとともに既に処刑されてしまっていた。

### D.O.M.E.
声 - 光岡湧太郎（ナレーションも兼任）
D.O.M.E. ("Depths Of Mind Elevating") は月面に存在する発電基地に付属する謎の施設で、ガンダムXのサテライトシステムのマイクロウェーブ送信リクエストを判断制御するシステムでもある。ここには『ガンダムX』の世界で最初に誕生したニュータイプが封じられている。「ファーストニュータイプ」とも呼ばれているその人物は生体部品としての研究のため身体は遺伝子レベルで分解され、（サテライトシステムを含む）月面基地にシステムとして組み込まれている。しかし、その意志は残っており、自らを「D.O.M.E.」と名乗ってガロードたちや新連邦・宇宙革命軍の指導者たちに接触、ニュータイプの真実について語り始める。
D.O.M.E.は、自分は「ニュータイプ＝人類の革新」ではなく、そのようなものは幻想に過ぎないとした上で、未来を作るのがニュータイプと呼ばれるものだという考えは間違っていると語った。また、そのような考えに縛られていても未来は無いとし、ニュータイプであることに悩むティファには「ニュータイプ」という言葉を捨てることで普通の人間として暮らせると語った。そしてガロードのように未来に希望を持って行動することこそが世界を作り、新たな時代を開くことであると言い、今を生きる人々に未来を託した。
演じたのはナレーターとして当作に関わっていた光岡だが、当初は古谷徹の起用も検討されていた。最終的に光岡に決定した理由などの詳細は『機動新世紀ガンダムX』の項を参照。

## ニュータイプ戦士ジャミル・ニートの登場人物

### キナ
地球連邦軍時代のジャミルの戦友。階級は中尉。ジャミルとは同じくらいの年齢で「戦争のない平和な世界を作る」という同じ信念を持っていた。ジャミルとはよく訓練をサボっていたが、ジャミルが「最高のモビルスーツパイロット」を志したように、彼も「最高の戦闘機パイロット」を志しており、互いに良きパートナーだった。ジャミルがルチルに好意を抱いていることも知っており、ジャミルがガンダムの名前を考えていたときは「ルチルと名付けるんだろ？」とからかったりもした。
宇宙革命軍のライラック作戦の際にはGファルコン・デルタを操縦し、ジャミルと共に作戦阻止の任務にあたる。作戦阻止は成功するが、ランスローと交戦したジャミルの窮地を救った際にランスローの攻撃を受けて戦死してしまう。コロニー落とし作戦の戦いの末、機体をコントロールできないまま地球に降下していき、死を覚悟したジャミルの心に語りかけ、宇宙を漂流していたGファルコン・デルタをジャミルの元に届け、ジャミルを救った。実際はGファルコン・デルタの合体システムが偶然起動したにすぎないが、ジャミルは親友が助けてくれたと思うことにした。
キナはアニメ本編製作時から存在していたキャラであり、キャラデザの西村の設定画も存在する。アニメ本編では登場できなかったが、ときた洸一の前日譚作品「ニュータイプ戦士ジャミル･ニート」にて登場を果たすこととなった。